# Acantholibitia
Genre
Acantholibitia est un genre d'opilions laniatores de la famille des Cosmetidae.

## Distribution
Les espèces de ce genre sont endémiques du Brésil.

## Liste des espèces
Selon World Catalogue of Opiliones (16/07/2021) :
- Acantholibitia armata Mello-Leitão, 1939
- Acantholibitia pustulosa Mello-Leitão, 1928

## Publication originale
- Mello-Leitão, 1928 : « Opiliões de Matto Grosso e Pernambuco. » Boletim do Museu Nacional, vol. 4, p. 9–13.